# Raúl Estévez
Raúl Enrique Estévez (Lomas de Zamora, 21 gennaio 1978) è un ex calciatore argentino, di ruolo attaccante.

## Palmarès

### Club

#### Competizioni nazionali
- Campionato argentino: 1

Boca Juniors: Apertura 2003

#### Competizioni internazionali
- Coppa Mercosur: 1

San Lorenzo: 2001
- Coppa Libertadores: 1

Boca Juniors: 2003